# Барруш
Барруш (порт. Barros) — населённый пункт и район в Португалии, входит в округ Брага. Является составной частью муниципалитета Вила-Верде. Находится в составе крупной городской агломерации Большое Минью. По старому административному делению входил в провинцию Минью. Входит в экономико-статистический субрегион Каваду, который входит в Северный регион. Население составляет 392 человека на 2001 год. Занимает площадь 2,69 км².